# Ian Sollom
Ian Fraser Sollom est un homme politique libéral-démocrate britannique qui est député de St Neots et Mid Cambridgeshire depuis 2024.

## Biographie
Sollom fait ses études au King Edward VI College de Stourbridge. Il obtient une maîtrise en physique (MPhys) du St Hugh's College d'Oxford suivie d'un doctorat en cosmologie du Trinity College de Cambridge.
Avant d'être élu au Parlement, Sollom travaille comme consultant commercial dans le secteur de l'énergie et est conseiller libéral-démocrate au conseil de district du South Cambridgeshire pour Harston et Comberton de 2018 à 2022,. Il est candidat pour le South Cambridgeshire aux élections générales de 2019, arrivant deuxième avec 42 % des voix.